# NBA LIVE 14
《NBA LIVE 14》是一款籃球電子遊戲，由EA Tiburon開發，EA Sports發行。遊戲於2013年11月19日在PlayStation 4和Xbox One平台上推出。

## 評價
《NBA LIVE 14》獲得IGN4.3分的評價，IGN評論者Ryan McCaffrey表示《NBA LIVE 14》是NBA Live系列的一次軟趴趴的回歸，讓等待了三年的玩家們非常失望。從整個遊戲類型來說，《NBA LIVE 14》沒有從任何方式改進籃球模擬遊戲這一題材，更糟的是，《NBA LIVE 14》讓NBA Live系列續作出現的可能性變得更加渺茫了。希望EA能夠想方法重整旗鼓，否則這次回歸將會十分短命。